# Mellangöl (Åsenhöga socken, Småland)
Mellangöl är en sjö i Gnosjö kommun i Småland och ingår i Lagans huvudavrinningsområde.